# Championnat du Monténégro de football 2019-2020
Navigation
Saison 2018-2019 Saison 2020-2021
La saison 2019-2020 de Prva Crnogoska Liga ou Telekom 1. CFL, pour des raisons de parrainage, est la 14e édition de la première division monténégrine. Les dix meilleurs clubs du pays sont regroupés au sein d'une poule unique où ils affrontent quatre fois leurs adversaires. En fin de saison, le dernier du classement est relégué et remplacés par le meilleur club de la deuxième division monténégrine.
Le 13 mars 2020, après 23 journées disputées, la Fédération du Monténégro de football annonce la suspension de toutes les compétitions de football dans le pays en raison de la pandémie de Covid-19. Le 20 mai 2020, la Fédération monténégrine communique la reprise du championnat le 30 mai 2020, la saison se terminant le 28 juillet.
Le FK Budućnost Podgorica remporte le championnat dès la 30e journée. Il s'agit du quatrième titre de son histoire.
Le 4 juillet 2020, la 32e journée est annulée en raison de nouveaux cas de coronavirus au sein du Budućnost Podgorica. Le 7 juillet, le championnat est définitivement arrêté et le classement figé à la 31e journée est considéré comme final. L'annulation de la Coupe du Monténégro entraîne la qualification du 4e du championnat en Ligue Europa. L'OFK Grbalj Radanovići, dernier, est relégué. Les barrages de relégation sont quant à eux maintenus ; à l'issue de ceux-ci, le FK Kom Podgorica est relégué.

## Équipes participantes
Légende des couleurs
- 1er tour de qualification de la Ligue des champions 2019-2020
- 1er tour de qualification de la Ligue Europa 2019-2020
- Promu de Druge Liga 2018-2019

| Club                   | Classement 2018-2019 | Stade                   | Capacité |
| ---------------------- | -------------------- | ----------------------- | -------- |
| FK Sutjeska Nikšić     | 1er                  | Stadion kraj Bistrice   | 10 800   |
| FK Budućnost Podgorica | 2e                   | Podgorica City Stadium  | 17 000   |
| FK Zeta Golubovci      | 3e                   | Trešnjica Stadium       | 7 000    |
| OFK Titograd           | 4e                   | Stade FK Mladost        | 1 250    |
| FK Iskra Danilovgrad   | 5e                   | Braća Velašević Stadium | 2 500    |
| OFK Petrovac           | 6e                   | Pod Malim Brdom         | 5 000    |
| FK Grbalj Radanovići   | 7e                   | Stadion Sutvarom        | 2 000    |
| FK Rudar Pljevlja      | 8e                   | Stadion Gradski         | 7 000    |
| FK Podgorica           | 1er D2               | DG Arena                | 4 000    |
| FK Kom Podgorica       | 2e D2                | Zlatica                 | 3 000    |

## Compétition

### Format
Chacune des dix équipes participant au championnat s'affronte à quatre reprises pour un total de trente-six matchs chacune. L'équipe terminant dixième est directement reléguée en Druge Liga 2020-2021 tandis que les équipes terminant au huitième et neuvième rang jouent un match de barrage promotion-relégation contre le deuxième et troisième de deuxième division.

### Classement
Les équipes sont classées selon leur nombre de points, lesquels sont répartis comme suit : trois points pour une victoire, un point pour un match nul et zéro point pour une défaite. Pour départager les égalités, les critères suivants sont utilisés :
1. Points obtenus en confrontations directes
2. Différence de buts en confrontations directes
3. Nombre de buts marqués en confrontations directes
4. Nombre de buts marqués à l'extérieur en confrontations directes
5. Différence de buts générale
6. Nombre total de buts marqués
7. Tirage au sort.

| \| Rang \| Équipe \| Pts \| J \| G \| N \| P \| Bp \| Bc \| Diff \| \| ---- \| ---------------------- \| --- \| -- \| -- \| -- \| -- \| -- \| -- \| ---- \| \| 1 \| FK Budućnost Podgorica \| 73 \| 31 \| 23 \| 4 \| 4 \| 63 \| 26 \| +37 \| \| 2 \| FK Sutjeska Nikšić T \| 55 \| 31 \| 15 \| 10 \| 6 \| 57 \| 31 \| +26 \| \| 3 \| FK Iskra Danilovgrad \| 53 \| 31 \| 15 \| 8 \| 8 \| 43 \| 33 \| +10 \| \| 4 \| FK Zeta Golubovci \| 41 \| 31 \| 9 \| 14 \| 8 \| 29 \| 30 \| -1 \| \| 5 \| FK Podgorica P \| 40 \| 31 \| 8 \| 16 \| 7 \| 34 \| 27 \| +7 \| \| 6 \| OFK Petrovac \| 37 \| 31 \| 9 \| 10 \| 12 \| 30 \| 46 \| -16 \| \| 7 \| FK Rudar Pljevlja \| 35 \| 31 \| 10 \| 5 \| 16 \| 38 \| 57 \| -19 \| \| 8 \| OFK Titograd \| 31 \| 31 \| 7 \| 10 \| 14 \| 29 \| 38 \| -9 \| \| 9 \| FK Kom Podgorica P \| 29 \| 31 \| 6 \| 11 \| 14 \| 36 \| 45 \| -9 \| \| 10 \| OFK Grbalj Radanovići \| 22 \| 31 \| 4 \| 10 \| 17 \| 23 \| 49 \| -26 \| | Qualifications européennes - 1er : 1er tour de qualification en Ligue des champions 2020-2021 - 2e : 1er tour de qualification en Ligue Europa 2020-2021 - 3e, 4e : Tour préliminaire en Ligue Europa 2020-2021 Relégations - 8e et 9e : Barrage de relégation en Druge Liga 2020-2021 - 10e : Relégation en Druge Liga 2020-2021 - T : Tenant du titre - C : Vainqueur de la Crnogorski fudbalski kup 2019-2020 - P : Promu de Druge Liga 2018-2019 |     |    |    |    |    |    |    |      |
| Rang | Équipe | Pts | J  | G  | N  | P  | Bp | Bc | Diff |
| 1 | FK Budućnost Podgorica | 73  | 31 | 23 | 4  | 4  | 63 | 26 | +37  |
| 2 | FK Sutjeska Nikšić T | 55  | 31 | 15 | 10 | 6  | 57 | 31 | +26  |
| 3 | FK Iskra Danilovgrad | 53  | 31 | 15 | 8  | 8  | 43 | 33 | +10  |
| 4 | FK Zeta Golubovci | 41  | 31 | 9  | 14 | 8  | 29 | 30 | -1   |
| 5 | FK Podgorica P | 40  | 31 | 8  | 16 | 7  | 34 | 27 | +7   |
| 6 | OFK Petrovac | 37  | 31 | 9  | 10 | 12 | 30 | 46 | -16  |
| 7 | FK Rudar Pljevlja | 35  | 31 | 10 | 5  | 16 | 38 | 57 | -19  |
| 8 | OFK Titograd | 31  | 31 | 7  | 10 | 14 | 29 | 38 | -9   |
| 9 | FK Kom Podgorica P | 29  | 31 | 6  | 11 | 14 | 36 | 45 | -9   |
| 10 | OFK Grbalj Radanovići | 22  | 31 | 4  | 10 | 17 | 23 | 49 | -26  |

### Barrage de promotion-relégation
À la fin de la saison, un match de barrage de promotion-relégation oppose le huitième de première division au second de deuxième division et le neuvième de première division au troisième de deuxième division. En cas d'égalité à l'issue de la double confrontation, les équipes sont départagées par une séance de tirs au but (pas de prolongation).
| 10 juillet 2020 | FK Kom Podgorica | 1 - 0   | FK Jezero Plav |  |
|                 |                  | (0 - 0) |                |  |

| 14 juillet 2020 | FK Jezero Plav | 3 - 1   | FK Kom Podgorica |  |
|                 |                | (1 - 0) |                  |  |

Le FK Kom Podgorica est relégué en deuxième division tandis que le FK Jezero Plav est promu en première division.
| 10 juillet 2020 | OFK Titograd | 0 - 1   | FK Bokelj Kotor |  |
|                 |              | (0 - 1) |                 |  |

| 14 juillet 2020 | FK Bokelj Kotor   | 0 - 1 4 - 5 t. a. b. | OFK Titograd |  |
|                 |                   | (0 - 0, 0 – 1)       |              |  |
|                 | Tirs au but 4 - 5 |                      |              |  |

L'OFK Titograd se maintient en première division tandis que le FK Bokelj Kotor reste en deuxième division.

## Bilan de la saison
| Championnat du Monténégro de football 2019-2020      |                                   |
| Champion                                             | FK Budućnost Podgorica (4e titre) |
| Coupes et trophées                                   |                                   |
| Vainqueur de la Coupe du Monténégro 2019-2020        | Compétition annulée               |
| Qualifications continentales                         |                                   |
| Ligue des champions de l'UEFA 2020-2021              | FK Budućnost Podgorica            |
| Ligue Europa 2020-2021                               | FK Sutjeska Nikšić                |
| Ligue Europa 2020-2021                               | FK Iskra Danilovgrad              |
| Ligue Europa 2020-2021                               | FK Zeta Golubovci                 |
| Promotions et relégations                            |                                   |
| Promus en Championnat du Monténégro de football D1   | FK Dečić Tuzi                     |
| Promus en Championnat du Monténégro de football D1   | FK Jezero Plav                    |
| Relégués en Championnat du Monténégro de football D2 | OFK Grbalj Radanovići             |
| Relégués en Championnat du Monténégro de football D2 | FK Kom Podgorica                  |